# Merse

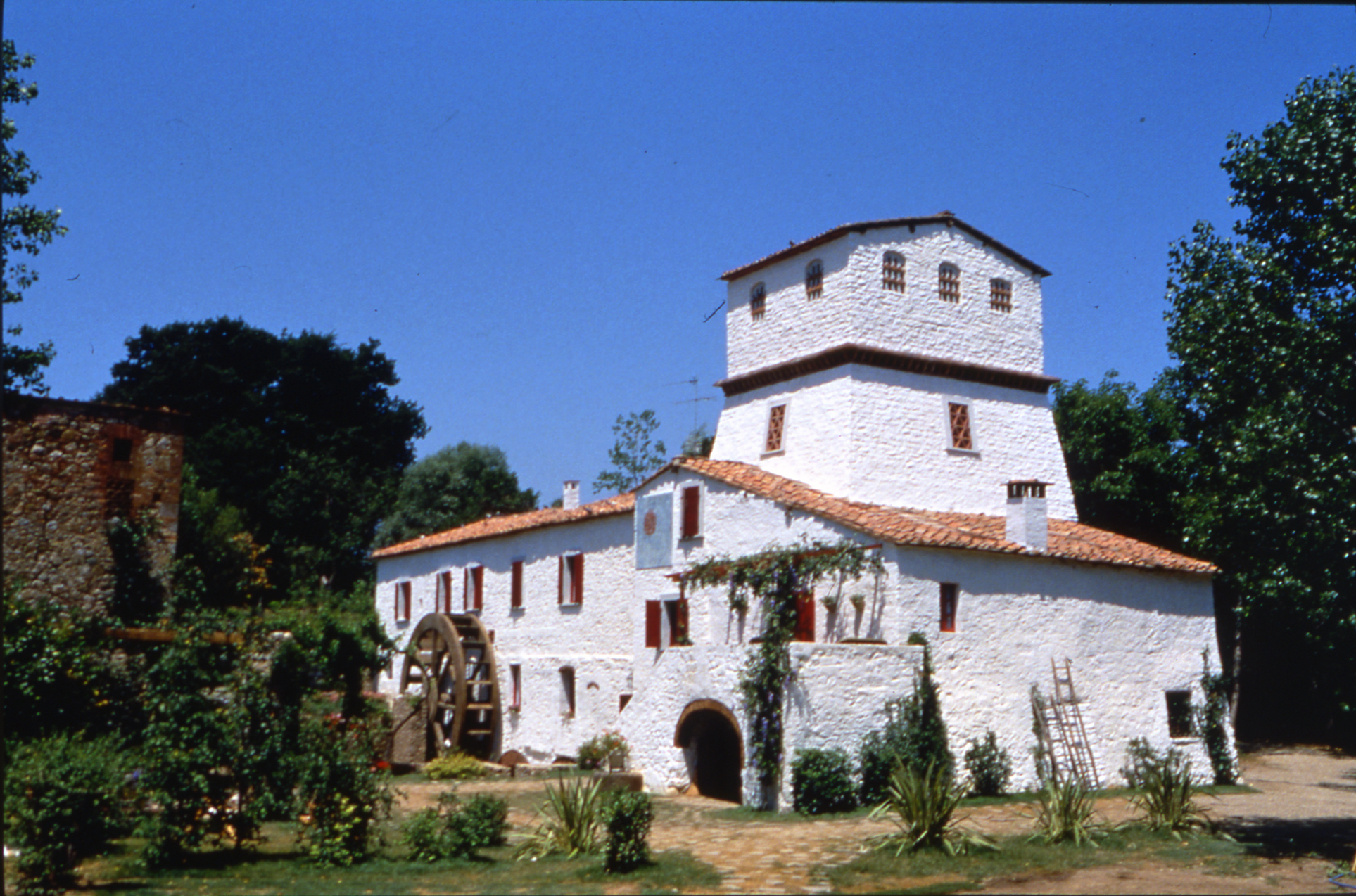
Il mulino di Chiusdino restaurato per gli spot de "La Famiglia del Mulino"

Il Merse è un fiume dell'Italia centrale che scorre tra la provincia di Grosseto e quella di Siena. Nasce nelle Colline Metallifere grossetane, tra Poggio Croce di Prata e Poggio di Montieri, a quota 848 m.

## Storia e caratteristiche
Scorre tra le province di Siena e di Grosseto, percorrendo circa 70 km tra boschi cedui prima di sfociare nell'Ombrone a Pian di Rocca, nei pressi dei Bagni di Petriolo. In località Pontiella riceve il torrente Farma, suo affluente di destra, nato anch'esso sulle Colline Metallifere grossetane (presso Torniella); pochi chilometri dopo sfocia nell'Ombrone come affluente di destra. Il fiume Merse è il maggiore affluente dell'Ombrone, al quale conferisce un corpo idrico costante pure nei periodi di secca estiva, anche per una seconda sorgente nel corso iniziale del fiume, in località Ciciano, nel comune di Chiusdino.
La Val di Merse è un polmone verde tra la Valle dell'Ombrone, le Crete senesi e la Val d'Orcia, nonché un ponte naturale tra l'Amiata e le Colline Metallifere.
Sopra le più elevate alture del suo basso corso, coperte dalla vegetazione, c'è una serie di castellieri, probabilmente etruschi. Si ipotizza che fossero fortezze d'altura costruite in occasione dell'invasione celtica del IV secolo a.c.; infatti la densità dei nomi di origine non latina (Rosia, Orgia, Brenna e Merse stesso) fanno propendere per questa tesi.
La densità di foreste di castagni e di faggi (in parte scomparse) nella val di Merse e nella val di Farma, tipiche di altitudini ben maggiori, è da mettere in relazione alla fabbricazione di carbone per uso siderurgico, sviluppatosi in età medioevale e perdurata fino all'epoca lorenese, quando tali lavorazioni sono state concentrate a Follonica. 
Nella Val di Merse, oltre al Mulino delle Pile, si trova l'abbazia di San Galgano, risalente al 1218. Lungo il suo corso sono state istituite due riserve naturali: la Riserva naturale Alto Merse e la Riserva naturale Basso Merse.
Durante il periodo dell'Antica Repubblica di Siena ( 1125 - 1555/59) il governo di questo Antico Stato, sempre alla ricerca di acqua per le attività agricole e potabili, progettò di deviare il corso del fiume Merse per avvicinarlo alla città e realizzare un invaso lacustre; per l'eccessiva spesa e la mancanza di tecnologia i lavori non ebbero seguito. Dobbiamo aspettare il 1931 quando ,su richiesta delle varie Autorità del territorio maremmano,un famoso ingegnere idraulico Angelo Omodeo (1876-1941) elaborò un progetto per la realizzazione di un invaso lacustre in pian di Feccia (Comune di Chiusdino) con una diga a basso impatto che avrebbe sbarrato il fiume Merse realizzando una raccolta di corpo idrico per ca. 80 milioni di metri cubi destinata essenzialmente alla irrigazione delle terre della Maremma grossetana. Progetto approvato e poi abbandonato per l'inizio delle attività belliche del Paese.
Negli anni ottanta del secolo scorso - riprendendo gli studi dell'ing. Angelo Omodeo - fu approvato un ulteriore  progetto regionale presentato dall'ESAFT (Ente Sviluppo Agricolo e Forestale della Regione Toscana) per sbarrare il fiume Merse in località Pian di Feccia, nel comune di Chiusdino e realizzare un invaso da 100 milioni di metri cubi di corpo idrico; tale opera idraulica era finalizzata all'irrigazione di circa 30 mila ettari di terreni nella Maremma grossetana, regione con forte richiesta di corpo idrico irriguo per l'agricoltura e alla produzione di energia elettrica. L'opera, iniziata regolarmente, fu successivamente interrotta, pur con un finanziamento di 33 miliardi di lire e l'esecuzione degli espropri nell'area lacustre.
Analisi hanno rilevato un pesante inquinamento delle acque dovuto da ceneri di pirite provenienti da un impianto industriale, stoccate illegalmente all'interno della Miniera di Campiano, nella parte iniziale del suo corso. Le acque, cariche dei metalli pesanti contenuti nelle ceneri ematitiche, si riversarono nei primi anni di questo secolo, nel fosso Ribudelli, che a sua volta è un affluente del Merse, impattando pesantemente sulla popolazione ittica locale. Tale situazione è stata risolta con un impianto di depurazione delle acque prima della loro immissione nel fosso Ribudelli; l'impianto si trova nel Comune di Montieri e i relativi costi sono sostenuti dalla Regione Toscana.